# Pierre Compère
Pierre Compère (né à Aywaille en 6 novembre 1934 et mort à Bruxelles le 29 avril 2016) est un botaniste  belge, phycologue, spécialiste des diatomées et de l'Afrique de l'Ouest.

## Œuvres
- Pierre Compère, Carte des sols et de la végétation du Congo, du Rwanda et du Burundi : Bas-Congo. B, Végétation, Bruxelles, INEAC, 1970, 35 p.
- Pierre Compère et André Ilti, Algues de la région du Lac Tchad, Paris, ORSTOM, 1974-1977
- Pierre Compère, Flore Pratique des Algues d'Eau Douce de Belgique, Meise, Jardin Botanique National de Belgique, 1986-2001 (ISSN 0779-1089)
- (en) Cocquyt, Wim G. Vyverman et Pierre Compère, A check-list of the algal flora of the East African Great Lakes (Malawi, Tanganyika and Victoria), Meise, coll. « Scripta Botanica Belgica » (no 8), 1993, 55 p. (ISBN 9072619153)
- (en) Pedro Américo Cabral Senna, M.G.M. Souz et Pierre Compère, A check-list of the algae of the Federal District (Brazil), Meise, coll. « Scripta Botanica Belgica » (no 16), 1998, 88 p. (ISBN 9072619404)
- (en) Catherine Riaux-Gobin, Oscar E. Romero, Pierre Compère et Adil Yousif Al-Handal, Small-sized Achnanthales (Bacillariophyta) from coral sands off Mascarenes (Western Indian Ocean), Stuttgart, J. Cramer, coll. « Bibliotheca Diatomologica » (no 57), 2011, 234 p. (ISBN 9783443570484)